# Vereinigte Märkische Tuchfabriken
Die Vereinigten Märkischen Tuchfabriken AG waren eine deutsche Aktiengesellschaft mit mehreren Werken der Textilindustrie, die von 1903 bis zu ihrer Liquidation nach der deutschen Wiedervereinigung durch die Treuhandanstalt existierte. Zu DDR-Zeiten war das Unternehmen ein Volkseigener Betrieb (VEB) und war unter den Bezeichnungen VEB Volltuch Luckenwalde sowie VEB Vereinigte Luckenwalder Volltuchfabriken bekannt.

## Geschichte

Aktie von 1933

Der Betrieb in Wittenberge nahm seinen Ausgangspunkt 1851 in einer Fabrik für Zupfwolle am dortigen Hafen. Der ursprünglich englische Fabrikant und Kaufmann James Dodgshun erzeugte hier mit Recyclingprozessen aus Lumpen Grundstoffe für die Wollerzeugung. 1858 übergab er das Unternehmen an seinen Schwager Joseph Naylor, der in Spinn- und Webmaschinen investierte und auf die Erzeugung von Volltuch für die Damen- und Herrenbekleidung umstellte. 1890 waren in der Wittenberge’sche Kunstwollfabrik, Naylor & Co. 300 Menschen beschäftigt, 480 Betriebsangehörige waren es 1899. Im selben Jahr starb am 10. Oktober Arthur Naylor, und nachfolgende wurden die Wittenberge’sche Kunstwollfabrik, Naylor & Co. von Joseph Naylor und die Wittenberge’sche wolle- und Tuchfabrik Naylor & Co. zusammengelegt. Im Jahr 1902 war der Absatz von zivilen Waren gedämpft und eher durch die Produktion von Tuchwaren für Uniformen geprägt. 384 Mitglieder waren 1902 in der betrieblichen Krankenkasse des Unternehmens. 1903 konnte ein Erweiterungsbau für die Weberei bezogen werden und im Juni 1907 waren 500 Arbeiter bei Naylor beschäftigt. Im Sommer 1908 wurde der gut ausgelastete Betrieb mit einem viergeschossigen Neubau erweitert. 1910 waren die Zahl der Beschäftigten auf 700 gestiegen. 1911 wurde das Werk in Wittenberge in die Vereinigte Märkischen Tuchfabriken A.G. eingegliedert. Es wurde aber im Laufe der Zeit unrentabel und 1931 infolge der Weltwirtschaftskrise stillgelegt. Auf dem Gelände entstand dann die Norddeutsche Maschinenfabrik GmbH (Nordeuma), die später vor allem Maschinengewehre für Flugzeuge erzeugte.
Ab 1861 betrieb Wilhelm Müller in Luckenwalde eine Wollwarenfabrik. Die 1869 von John Blackburn gegründete Tuchfabrik ging 1897 an den früheren Direktor Albert Müller über, der die Firma zunächst als "John Blackburn Nachfolger" weiterführte und dann als "Tuchfabrik Albert Müller" firmierte. Die von Müller 1889 gegründete Aktiengesellschaft wurde im selben Jahr in das Handelsregister eingetragen. Ihr in der Satzung bestimmter Sitz war zu Berlin. Die Geschäftsleitung hatte Albert Müller in Charlottenburg. 1929
Im September 1911 wurden die Berlin-Luckenwalder Tuchwarenfabrik A.G., die Anton und Alfred Lehmann A.G., die Ludwig Lehmann A.G. sowie den Einzelunternehmen John Blackburn Nachf., Albert Müller und Naylor & Co. unter der Firma Vereinigte Märkische Tuchfabriken A.G. in Berlin fusioniert.
Das Unternehmen unterhielt mehrere Betriebe, unter anderem in Berlin-Niederschöneweide, Luckenwalde, Wittenberge (1911 eingegliedert) und Sagan in Schlesien, heute Polen (1923 fusioniert).
Die Saganer Woll-Spinnerei und Weberei wurde am 9. Januar 1923 durch Beschluss beider Aktiengesellschaften mit den Vereinigten Märkischen Tuchfabriken fusioniert. Der Saganer Betrieb wurde fortan als Zweigbetrieb der Vereinigten Märkischen Tuchfabriken fortgeführt.
Finanziert wurde die Fusion durch Aktientausch. Das Stammkapital der Aktiengesellschaft betrug ursprünglich (1889) 1.800.000 ℳ und wurde im Laufe der Zeit mehrmals erhöht, bis es vor der Fusion 88.500.000 ℳ betrug, davon 85.000 Stammaktien und 3.500 Vorzugsaktien im Nennwert von jeweils 1000 ℳ. Insgesamt wurden 55.000 Stammaktien und 6.500 Vorzugsaktien im Nennwert von je 1000 ℳ ausgegeben, wobei 2.579 Stammaktien aus der neuen Tranche angerechnet wurden. Auf die Gewährung weiterer 5.421 neuer Stammaktien verzichtete die Märkische Tuchfabriken A.G., weil sie schon vor der Fusion Stammaktien des entsprechenden Nominalwerts der Saganer Wollspinnerei und -Weberei in ihrem Besitz hielt. Die 55.000 neuen Stammaktien im Nominalwert von 55.000.000 ℳ wurden im Mai 1923 zum Handel und zur Notiz an der Berliner Börse zugelassen.
Mit Stand nach der Fusion unterhielt das Unternehmen Produktionsbetriebe in Berlin-Niederschöneweide, Luckenwalde, Wittenberge und Sagan. In den Reißereien waren insgesamt 45 Woll- und Baumwollreißmaschinen installiert, die Spinnereien umfassten 85 Krempelsätze und die Spinnmaschinen fassten etwa 54.400 Spindeln. Von den 824 Webstühlen der Webereien waren 55 für eine doppelte Webbreite ausgestattet. Die Gesamtleistung der installierten Dampfmaschinen belief sich auf 5.400 PS. Die Gesellschaft besaß Grundbesitz in erheblichem Umfang: 14.458 Quadratmeter bebaute und 8.477 Quadratmeter unbebaute Fläche in Luckenwalde, 11.688 Quadratmeter bebaute und 19.506 Quadratmeter unbebaute Fläche in Berlin-Niederschöneweide, 18.848 Quadratmeter bebaute und 28.257 Quadratmeter unbebaute Fläche in Wittenberge und 87.582 Quadratmeter bebaute und 25.021 Quadratmeter unbebaute Fläche in Sagan.
Das Werk in Luckenwalde wurde 1926 stillgelegt.
1929 war der Sitz des Unternehmens in der Leipziger Straße 76. 1944 befand sich der Unternehmenssitz in der Alten Leipziger Straße 2 in Berlin. Die Adresse befand sich nach der Besetzung Berlins durch die Vier Mächte im russischen Sektor.
Die Einschränkungen der Faserstoff-Verordnung in den 1930er Jahren betrafen das Unternehmen nur gering, da zur Herstellung von Kunstwolle und Vistrafaser großteils nichtbewirtschaftete Rohstoffe (etwa Wollreste) verarbeitet wurden.
1935 verkaufte das Unternehmen die Immobilien in Wittenberge.
Das Grundstück in Niederschöneweide wurde 1937 verkauft.
Ende 1939 hatte das Unternehmen noch 751 Mitarbeiter. In diesem Geschäftsjahr wurden die stillgelegten Räumlichkeiten der Unternehmung in Luckenwalde vermietet. Die Aktiengesellschaft erwarb jeweils Beteiligungen in Höhe von 10.000 Reichsmark an der Kurmärkischen Zellstoff und Zellulose A.G. in Wittenberge, der Wolle- und Tierhaare A.G. ("WOTIRAG") in Berlin und der Saganer Wohnungsbau Gesellschaft mbH in Sagan. Eine Beteiligung an der NV. Handelsmaatschaappij "Noordam" in Amsterdam stand noch mit einer Reichsmark in den Büchern.
Der Aufsichtsrat beschloss am 8. Oktober 1941 die Erhöhung des Stammkapitals um 600.000 RM auf 1.800.000 Reichsmark.

## Nach 1945
Der Sitz Aktiengesellschaft wurde nach 1945 in die Westsektoren Berlins verlegt und 1960 liquidiert. Die Betriebe in Luckenwalde verblieben im Osten. Der Betrieb in Luckenwalde wurde 1947 als VEB Volltuch Luckenwalde bzw. VEB Vereinigte Luckenwalder Volltuchfabriken fortgeführt und 1991 als Luckenwalder Tuchfabrik GmbH liquidiert.